# Stemhok (website)
Stemhok is een politiek-satirische website.
De website werd opgericht in 2001 door een aantal jonge journalisten om de verkiezingen van 15 mei 2002 te verslaan en werd een onverwacht succes: tienduizenden bezoekers per dag. De website ging op zwart na de moord op Pim Fortuyn op 6 mei 2002. 
De site werd weer actief tijdens de verkiezingen van 2003, het referendum over de Europese Grondwet in 2005, de gemeenteraadsverkiezingen van 2006 en de landelijke verkiezingen van 2006. Sindsdien is website actief gebleven. 
De site brengt een mengeling van satirische columns, visuele grappen en eigen nieuws. Standaardonderdeel bij iedere verkiezing is een satirische variant van de stemwijzer van het Instituut voor Publiek en Politiek. De toon van het blog is ironisch. Als voorbeelden noemt de redactie het Britse satirische blad Private Eye  en het Franse Le Canard enchaîné. 
In 2006 publiceerde Stemhok het boek Hoe word ik politicus?. Verder geeft de redactie van Stemhok  wekelijks politiek commentaar in het programma BNN United op Radio 1. 
In 2007 lukte het een van de vaste medewerkers, boekhouder Gerard Streling, om door de virtuele beveiliging van de Tweede Kamer heen te komen. Hij stelde Kamervragen aan de minister van Landbouw per e-mail zich voordoend als PVV-lijsttrekker Geert Wilders, zonder diens medeweten. De vraag betrof de gevolgen van de 'verdubbeling van de aardappelprijs voor de prijs van patates frites en de mogelijkheid om met overheidssteun de betaalbaarheid van frites voor de lage- en middeninkomens te behouden, mede met het oog op a.s. Koninginnedag'. Hiermee wilde Streling aantonen dat Kamerleden vaak onzinnige vragen stellen. Na Strelings actie nam de griffie van de Tweede Kamer maatregelen die moeten voorkomen dat nep-Kamervragen door de beveiliging heen komen.